# Styggåstjärnen (Särna socken, Dalarna)
Styggåstjärnen är en sjö i Älvdalens kommun i Dalarna och ingår i Dalälvens huvudavrinningsområde.